# Камердинер

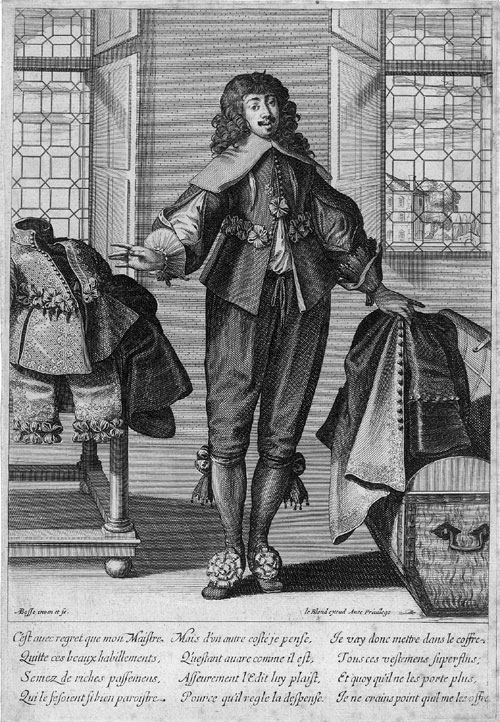
Камердинер (Абрахам Бос, XVII ст.)

Камерди́нер (нім. Kammerdiener, букв. «кімнатний слуга») — кімнатний слуга при панові в багатому дворянському домі. Він носив валізи, приносив їжу, наповнював ванну, голив господаря, допомагав у щоденних турботах.
Традиційно, камердинер робив більше, ніж просто прислужував. Він також був відповідальним за організацію поїздок, маючи справу з фінансовими питаннями, які стосувалися господаря або його будинку.
Англійський варіант слова — «valet» (валет) почало вживатися з 1567.

## Відомі персонажі камердинерів
- Паспарту, в 1872 романі «Навколо світу за вісімдесят днів» Жуля Верна.
- Фігаро, камердинер графа Альмавіви з Бомарше «Одруження Фігаро».
- Батістен, в романі «Граф Монте-Крісто» Александра Дюма-батька — камердинер головного героя.
- Реджинальд Дживс, в британському ситкомі «Дживс і Вустер».